# 民星公园
民星公园是位於中華人民共和國上海市楊浦區嫩江路上的一個公園，公園面積3.28平方千米，民星公园原址為農田，公園作為附近住宅區的配套工程於1994年4月28日開放。公園內有大花壇、草坪、睡蓮池、遊廊和紫藤花架。
2024年下半年，上海市杨浦区绿化和市容管理局將民星公园部分围墙拆除。